# Lê Hồng Quang (diễn viên)
Lê Hồng Quang (sinh năm 1977) là nam diễn viên kịch nói và điện ảnh Việt Nam, ông được biết đến với bộ phim điện ảnh Vào Nam ra Bắc, Hai Bình làm thủy điện; phim truyền hình Hoa hồng trên ngực trái, Đấu trí.

## Tiểu sử
Lê Hồng Quang sinh năm 1977, mẹ ông là giáo viên thể thao còn bố là diễn viên thuyết minh phim tại Thanh Hóa.
Lê Hồng Quang trúng tuyển khoa diễn viên Trường Đại học Sân khấu – Điện ảnh Hà Nội năm 1994. Năm 1996, ông đã được tham gia bộ phim điện ảnh truyền hình Bến cò sông vạc của đạo diễn Bạch Diệp, ông còn làm người dẫn chương trình và ca sĩ ở các phòng trà để trang trải cuộc sống, Hồng Quang tốt nghiệp năm 1998 về làm diễn viên của Nhà hát Kịch Việt Nam. Năm 2000, ông được mời vào vai Phạm Ngọc Quang, nhân vật chính của bộ phim điện ảnh Vào Nam ra Bắc của đạo diễn Phi Tiến Sơn. Từ tháng 8 năm 2008, ông  là Phó trưởng đoàn biểu diễn của Đoàn diễn xuất I, Nhà hát Kịch Việt Nam. Năm 2009, Hồng Quang có vai diễn phản diện đầu tiên trong phim truyền hinh Lập trình cho trái tim do Phi Tiến Sơn đạo diễn.
Năm 2024, Lê Hồng Quang giành Huy chương Vàng tại Liên hoan Nghệ thuật sân khấu toàn quốc dành cho thiếu niên, nhi đồng lần thứ nhất.

## Đời tư
Sau 3 năm yêu nhau, Lê Hồng Quang kết hôn với diễn viên Diễm Hương vào năm 2014, đồng nghiệp cùng làm việc tại Nhà hát Kịch Việt Nam, họ có hai người con. Trước khi lấy Diễm Hương, Lê Hồng Quang từng kết hôn và có hai con trai.

## Vai diễn

### Kịch nói
- Việt Anh trong Cánh cửa hy vọng[8]
- Mỹ nhân và anh hùng[4]

### Điện ảnh
| Năm  | Tựa đề                 | Vai diễn        | Đạo diễn     | Chú thích |
| ---- | ---------------------- | --------------- | ------------ | --------- |
| 2000 | Vào Nam ra Bắc         | Phạm Ngọc Quang | Phi Tiến Sơn | [ 2 ]     |
| 2001 | Hai Bình làm thủy điện | Túc             | Trần Lực     | [ 2 ]     |

### Truyền hình
| Năm  | Tựa đề                                    | Vai diễn        | Đạo diễn                                         | Hình thức            | Chú thích |
| ---- | ----------------------------------------- | --------------- | ------------------------------------------------ | -------------------- | --------- |
| 1996 | Giữa anh là hai người đàn bà              |                 |                                                  | Điện ảnh truyền hình |           |
| 1996 | Bến cò sông vạc                           |                 | Bạch Diệp                                        | Điện ảnh truyền hình | [ 2 ]     |
| 1997 | Tứ tử trình làng                          |                 | Nguyễn Hữu Luyện                                 | Điện ảnh truyền hình |           |
| 1998 | Không phải trò đùa                        |                 | Nguyễn Hữu Mười                                  | Điện ảnh truyền hình |           |
| 1999 | Búp bê mùa hạ                             | Bình            | Việt Sơn                                         | Điện ảnh truyền hình |           |
| 1999 | Thăng bằng                                | Bình            | Vũ Minh Trí                                      | Điện ảnh truyền hình |           |
| 2000 | Trước thềm thế kỷ                         |                 | Trọng Trinh                                      | Điện ảnh truyền hình | [ 2 ]     |
| 2000 | Những ngày cuối cùng trong xà lim án chém | Nguyễn Đức Cảnh |                                                  | Điện ảnh truyền hình | [ 8 ]     |
| 2001 | Nơi tình yêu bắt đầu                      | Quang "bọ gậy"  | Vũ Hồng Sơn                                      | Điện ảnh truyền hình |           |
| 2002 | Khúc dạo đầu                              | Trung           | Nguyễn Quang                                     | Điện ảnh truyền hình |           |
| 2003 | Nhật ký chiến trường                      | Lương           | Nguyễn Thế Vinh                                  | Ngắn tập             | [ 2 ]     |
| 2004 | Những Người Cha "Bất Đắc Dĩ"              | Thành           | Nguyễn Thế Vĩnh                                  | Điện ảnh truyền hình |           |
| 2005 | Giai điệu phố                             | Chiến           | Phạm Hoàng Hà                                    | Ngắn tập             |           |
| 2006 | Tình yêu chia sẻ                          | Hùng            | Nguyễn Thế Vĩnh                                  | Điện ảnh truyền hình |           |
| 2009 | Lập trình cho trái tim (P1)               | Lê Bình         | Phi Tiến Sơn                                     | Dài tập              | [ 4 ]     |
| 2009 | Người đàn bà thứ hai                      |                 | Vũ Hồng Sơn, Đỗ Chí Hướng                        | Điện ảnh truyền hình |           |
| 2011 | Đếm ngược cho 30                          | Khoa            | Trịnh Lê Phong                                   | Ngắn tập             |           |
| 2012 | Mặt nạ da người                           | Khoa            | Mai Hồng Phong                                   | Dài tập              | [ 9 ]     |
| 2013 | Giấc mơ hạnh phúc                         |                 | Bùi Huy Thuần                                    | Dài tập              | [ 10 ]    |
| 2015 | Những cánh hoa trước gió                  | Khải            | Đỗ Chí Hướng                                     | Dài tập              |           |
| 2017 | Hoa hồng mua chịu                         | Hùng            | Vũ Xuân Hưng                                     | Dài tập              |           |
| 2018 | Hạnh phúc không có ở cuối con đường       | Trần Quang      | Khải Hưng                                        | Dài tập              | [ 11 ]    |
| 2019 | Hoa hồng trên ngực trái                   | Dũng            | Vũ Trường Khoa                                   | Dài tập              | [ 12 ]    |
| 2022 | Đấu trí                                   | Chu Văn Bàng    | Nguyễn Danh Dũng, Bùi Quốc Việt, Nguyễn Đức Hiếu | Dài tập              | [ 13 ]    |